# Impmon
Impmon (インプモン?) è un Digimon di livello intermedio del media franchise giapponese Digimon, che comprende anime, manga, giocattoli, videogiochi, carte collezionabili ed altri media. Impmon appare nella serie Digimon Tamers ed è il Digimon partner di Akemi e Mako.
Impmon è doppiato in giapponese da Hiroki Takahashi e in italiano da Fabrizio Vidale.

## Concezione e creazione
Secondo quanto afferma uno degli sceneggiatori di Tamers, Chiaki J. Konaka, inizialmente il Digimon suggerito dalla WiZ (leader del progetto Digimon) per il ruolo di protagonista (nella sua forma di livello intermedio) era Impmon. È un Digimon impertinente, sempre pronto a prendere in giro qualcuno e rappresenta un brusco cambio di direzione rispetto ai Digimon protagonisti delle stagioni precedenti. Tuttavia, Konaka voleva cominciare la storia di Tamers con il Digimon protagonista più innocente e puro possibile. Espresse quindi parere negativo su Impmon ed il Digimon successivo ad essere proposto fu Guilmon. Secondo i piani successivi della WiZ per Tamers, Impmon sarebbe stato uno dei nemici principali fino a metà della serie. Dopo la messa in onda della serie, fu pubblicato un gioco chiamato Digimon Tamers: Digimon Medley per il WonderSwan e questo gioco riflette il piano originale.
Tutto ciò serve a dimostrare quanto Impmon abbia prepotentemente condizionato la storyline di Tamers. Tuttavia, Konaka capì che non sarebbe stato possibile mostrare il pieno potenziale e l'attraente fascino di Impmon se quest'ultimo fosse stato dipinto come un nemico potente fin dal principio. Alcune delle prime immagini (poster pubblicitari e altro) mostrano Impmon apparire con una figura sinistra, demoniaca, potente, ma il team di sceneggiatori decise di non percorrere questa strada. Impmon, infatti, è un Digimon che vuole divenire potente e questo è un bisogno naturale in un Digimon. Tuttavia, Impmon è comunque infantile per certi aspetti e non aveva una relazione felice con i suoi partner umani. La forza che Impmon brama, quindi, è una cosa molto pericolosa.
Per digievolvere al suo livello mega, il potente Beelzemon, Impmon stipula un "patto con il diavolo", vendendo simbolicamente la sua anima ai Deva. La trama ideata da Konaka per Impmon, che avrebbe quindi portato al punto di svolta a circa metà della storia, segue i punti base elencati. Fu Motoki Yoshimura, un altro sceneggiatore, a scrivere il primo episodio in cui compare Impmon, "Renamon digievolve". Yoshimura disponeva di una grande esperienza nell'ideare nemici come Puppetmon e conferì ad Impmon la sua voce sarcastica, acerba, ma tuttavia non da disprezzare. Da quel momento in poi, tutto ciò che riguardasse Impmon - in particolare la relazione tra Impmon ed i suoi giovani partner, il suo accordo con i Deva, la sua Digievoluzione, la sua depressione ed infine la sua Digievoluzione in Modalità d'Attacco nel disperato tentativo di salvare Jeri - fu scritto da Atsushi Maekawa. Alcuni di questi episodi sono stati inoltre diretti dallo stesso Maekawa e da Hiroki Shibata. Inizialmente, si trattava solo di una mera coincidenza che Maekawa avesse l'incarico di scrivere così tanti episodi riguardanti Impmon. Ma, dopo la metà della serie, sia Konaka che Maekawa erano perfettamente a conoscenza di cosa stesse accadendo e misero a punto una nuova rotazione di sceneggiatura in modo che Maekawa potesse continuare a scrivere gli episodi riguardanti Impmon.

## Aspetto e caratteristiche
Il nome "Impmon" deriva parzialmente dalla parola inglese "imp", "folletto, diavoletto", parola dall'accezione piuttosto scherzosa, e dal suffisso "-mon" (abbreviazione di "monster"), che tutti i Digimon hanno alla fine del loro nome. Quindi, "Impmon" significa letteralmente "mostro simile ad un diavoletto".
Impmon è una piccola creatura umanoide simile ad un folletto, con una lunga coda, grandi orecchie a punta e tre dita per ogni zampa. È di colore viola e ha gli occhi verdi. Indossa un paio di guanti rossi ed una bandana, legata intorno al collo, anch'essa rossa. Sul suo petto è disegnato uno smile giallo "malvagio" con denti appuntiti in evidenza.

## Apparizioni
All'inizio di Tamers, Impmon è un Digimon che causa diversi problemi e che passa la maggior parte del tempo a prendere in giro gli esseri umani. Tormenta infatti i Domatori ed i loro Digimon (tanto da scatenare una reazione in Terriermon, che risponde con un TerrierTornado ad un suo Badda-Boom e lo fa volare via). Ad Impmon non sembrano piacere gli esseri umani, asserendo che qualunque Digimon che provi un po' di rispetto per sé stesso non si alleerebbe mai con uno di essi. Delle scene successive alla presentazione del Digimon mostrano che Impmon di fatto ha due partner umani: Akemi e Mako. Impmon era però scappato dai due, incapace di sopportare ancora i loro continui litigi per lui, in cui veniva spesso trattato come un giocattolo.
Impmon prova del risentimento verso i Digimon dei Domatori poiché questi, contrariamente a lui, sono in grado di digievolvere. Il Digimon tenta di dare prova di sé stesso contro il Deva Indramon, nonostante gli avvertimenti di Renamon, ma subisce una dolorosa e devastante sconfitta. Umiliato e con il suo ego in pezzi, Impmon progressivamente accetta un'offerta fattagli da un altro Deva, Caturamon. Impmon guadagna così l'abilità di digievolvere al livello mega, ma, in cambio, deve eliminare i Domatori ed i loro Digimon. Il Digimon è molto combattuto se accettare l'offerta o meno, ricordando la gentilezza sempre mostratagli da Guilmon nonostante i suoi continui insulti ed il suo strano rapporto con Renamon, ma infine accetta, pronto a tutto pur di digievolvere.
Ad Impmon viene così conferito il potere di diventare Beelzemon e, accecato dal potere, quest'ultimo inizia a percorrere un sentiero di morte. Inizia infatti a distruggere praticamente qualsiasi cosa che venga a contatto con lui, uccidendo infine il Digimon partner di Jeri, Leomon, innescando una battaglia che per poco non finisce con la sua morte come retribuzione per la morte di Leomon. Viene risparmiato all'ultimo momento proprio da Jeri, che, nonostante lo odi, decide di salvarlo per non vedere altre vite interrotte senza motivo. Scosso da questo accadimento, notevolmente indebolito dalla battaglia, Beelzemon vaga senza meta, oppresso dal senso di colpa e vergognoso delle sue colpe avendo visioni di Jeri che lo guarda con espressione distrutta facendolo gridare di paura, non sopportando l'orribile cosa che gli ha fatto. Regredisce nuovamente in Impmon dopo essere stato attaccato da un gruppo di Chrysalimon, ai quali permette di attaccarlo per non compiere più alcun'azione con il potere che precedentemente aveva tanto bramato, e viene praticamente lasciato in fin di vita. Fortunatamente, viene trovato da Rika e Renamon, che decidono di riportare Impmon nel mondo reale. Dopo essere stato non solo risparmiato, ma anche salvato dalle persone che una volta aveva odiato e provato a distruggere, Impmon alla fine decide di provare a rimediare ai suoi errori commessi ai danni di altri, specialmente nei confronti di Jeri e degli altri Domatori.
Con questi nuovi obiettivi in mente, Impmon ritorna da Akemi e Mako e si riconcilia con loro, i quali, con sua grande sorpresa e gioia, non solo lo riaccolgono a braccia aperte, ma gli dicono anche che faranno qualsiasi cosa per convincerlo a restare con loro, poiché inoltre hanno smesso di litigare per qualsiasi cosa. Toccato da questa dimostrazione di affetto, Impmon infine ammette (anche se più a se stesso che a loro) di voler bene ad Akemi e Mako. Quando però il D-Reaper appare a Shinjuku, Impmon decide di andare ad aiutare WarGrowlmon, Rapidmon e Taomon, in difficoltà per la loro momentanea incapacità di Biodigievolvere. Akemi gli raccomanda di tornare presto e gli dà un bacio, mentre Mako gli consegna la sua pistola giocattolo preferita, grazie alla quale Beelzemon può attivare la sua Modalità d'Attacco.
Alla fine della serie, dopo la distruzione del D-Reaper, Impmon riesce a chiedere perdono a Jeri. Con suo sollievo, la ragazza acconsente subito, consentendo ad Impmon di riappacificarsi del tutto con gli esseri umani. Tuttavia, il Digimon è costretto poco dopo a tornare a Digiworld per effetto del programma Shaggai, necessario all'eliminazione del D-Reaper. Impmon, infine, è presente alla festa a sorpresa organizzata per il compleanno di Rika alla fine di Runaway Digimon Express, anche se i suoi partner sembrano non esserci. Probabilmente Impmon non ha voluto coinvolgerli perché troppo piccoli.
Durante la serie, Impmon ha un'interessante relazione con Renamon, tuttavia in continuo cambiamento. Inizialmente, il Digimon sembra odiarla, passando poi ad una relazione di amore/odio, poi ancora di disprezzo ed infine, al termine della serie, Renamon sembra piacere ad Impmon.
Impmon ha una relazione strana anche con Calumon. Inizialmente Impmon sembra odiare anche lui, mentre Calumon è convinto che loro due siano amici. Quando Impmon diventa Beelzemon, Calumon recepisce i sentimenti di odio del Digimon e che lui e Impmon non sono veramente amici. Tuttavia, quando Beelzemon regredisce nuovamente in Impmon, quest'ultimo accetta l'amicizia di Calumon, aiutandolo a fuggire dal D-Reaper e spingendolo all'interno della Sfera Kernel per permettergli di stare con Jeri mentre lui prova in tutti i modi a liberare la ragazza.

## Altre forme
Il nome "Impmon" si riferisce solo alla forma al livello intermedio di questo Digimon. Durante la serie, Impmon acquisisce l'abilità di digievolvere in un certo numero di forme più potenti, ognuna con un nome e degli attacchi speciali differenti. Tuttavia, il livello intermedio costituisce la sua forma preferita e quella in cui passa la maggior parte del tempo, a causa dell'alto consumo di energia necessario a rimanere in una forma di livello più alto.

### Yaamon
Yaamon (ヤアモン?) è la forma al livello primo stadio di Impmon. Il nome "Yaamon" deriva dalla parola giapponese "yancha", che, riferito a bambini, significa "dispettoso". "Yaamon" significa quindi "mostro dispettoso".
Yaamon è molto simile alla testa della sua Digievoluzione Impmon. È infatti un Digimon di forma sferica, con lunghe orecchie (in questo caso pendenti, contrariamente ad Impmon) ed occhi verdi. Anche lui è di colore viola, ma il suo volto è marrone, contrariamente a quello bianco di Impmon.
Yaamon appare dopo la sconfitta del D-Reaper, quando Impmon non riesce a mantenere la sua forma al livello intermedio ed è poi costretto a tornare a Digiworld.

### Beelzemon
Beelzemon (ベルゼブモン?, Beelzebumon) è la Digievoluzione al livello mega di Impmon. Il suo nome deriva dal nome "Beelzebub", la parola ebraica per indicare "Il signore delle mosche" ed in generale una parola che molto spesso è sinonimo di diavolo. Il nome "Beelzemon" indica quindi un "mostro simile ad un diavolo".
Beelzebub è anche considerato il demone patrono del peccato capitale della gola; ed è da notare come, alle sue prime apparizioni, Beelzeon sia ossessionato dal consumare e divorare i dati dei Digimon per aumentare la sua forza, come se fosse spinto da una fame insaziabile.
Guardando Beelzemon per la prima volta, il suo aspetto suggerisce che sia un demone motociclista. Ed in effetti è proprio così. È infatti un Digimon umanoide molto alto con lunghe braccia ed una lunga coda molto simile a quella dei diavoli. Ha capelli biondi ed occhi rossi ed indossa una maschera viola. È inoltre vestito con un completo di pelle: maglia, giubbotto, pantaloni, guanti e stivali. È inoltre equipaggiato con due pistole "Berenjena", le sue preferite, e possiede una enorme motocicletta, la potente Behemoth. La bandana rossa caratteristica di Impmon è ancora presente, annodata sul braccio sinistro.
Beelzemon appare quando Impmon accetta l'offerta di Caturamon. Con il suo nuovo potere, Impmon è in grado di megadigievolvere nella sua forma di livello mega. Gli viene anche conferito il controllo di una motocicletta che precedentemente aveva controllato anche Guilmon. Calumon è il primo Digimon che Beelzemon incontra quando quest'ultimo ferma la sua moto davanti al Digimon stremato, che però non riconosce il Digimon come Impmon e gli chiede aiuto. Nonostante le preghiere di Calumon, Beelzemon se ne va. Successivamente, il Digimon decide di testare le sue nuove abilità su uno sciame di Chrysalimon. Dopo averne distrutti a dozzine, il resto digievolve in Infermon grazie al potere di Calumon. Tuttavia, Beelzemon lo sconfigge velocemente e ne assorbe i dati. Tuttavia, viene ripreso da Caturamon che gli ricorda che lui ha tenuto fede alla sua promessa e che adesso sta a lui rispettare la propria. Beelzemon attacca quindi i Domatori, ma Renamon riesce a scoprire la sua vera identità. Tuttavia, la battaglia seguente è interrotta da una violenta tempesta creata dalla riattivazione dell'instabile programma Shaggai.
Beelzemon appare nuovamente davanti all'ingresso sud di Suzakumon, il castello del Digimon Supremo Zhuqiaomon per eliminare definitivamente Takato ed il resto del gruppo. Durante il combattimento seguente, la sete di potere di Beelzemon si impossessa di lui, facendogli ferire gravemente i Digimon dei Domatori e facendogli uccidere ed assorbire i dati di Leomon. In seguito a questo evento, Takato si infuria come mai prima di quel momento ed il suo odio causa la Digievoluzione del Male di WarGrowlmon in Megidramon. Inizialmente, Megidramon sembra avere il totale controllo su Beelzemon, ma quando Makuramon arriva per rimproverare Beelzemon, quest'ultimo lo elimina ed assorbe i suoi dati, acquisendo la forza per sconfiggere Megidramon e per acquisire i dati di livello evoluto di Taomon e Rapidmon.
Tuttavia, dopo un'epifania, Takato e Guilmon diventano in grado di biodigievolvere e si trasformano in Gallantmon, che riesce a contrastare anche la versione potenziata di Beelzemon. Ciò nonostante, Beelzemon riguadagna il controllo quando Caturamon appare per attaccare Lopmon a causa del suo tradimento ai danni di Zhuqiaomon. Gallantmon interviene in difesa dei suoi amici e distrugge l'ultimo Deva, ma Beelzemon si intromette ed assorbe i dati di Caturamon, gongolando per la sorte riservata al Digimon. Con quest'incremento di potenza, Beelzemon riesce quasi ad annientare Gallantmon, ma Guardromon lo distare con i suoi Missili Sibilanti, dando la possibilità a Gallantmon di sconfiggerlo con il suo Scudo Supersonico. Mentre Gallantmon sta per finire Beelzemon, Jeri lo ferma, implorando di risparmiare il Digimon.
Dopo la pietosa grazia ricevuta da Jeri, Beelzemon, scioccato ed apparentemente privato di ogni emozione, riflette sugli eventi della sua vita che lo hanno portato a quel punto, comprendendo di essersi allontanato dalle persone che gli volevano bene e che nel suo delirio di onnipotenza per rendersi più forte ha assorbito i dati di svariati Digimon, comprende di avere fatto a Jeri una cosa orribile avendo assimilato i dati di Leomon  e comincia a vagare senza meta. Quindi si trascina a fatica, senza meta, attraverso la landa desolata digitale, con le immagini di Jeri e del cuore infranto a tormentare la sua mente, privato della sua sete di sangue ed anche della volontà di vivere. Ciò lo rende vulnerabile alla rivincita dei Chrysalimon da lui precedentemente terrorizzati, che, dopo averlo scoperto, lo privano di tutta l'energia e lo lasciano a terra privo di sensi, nuovamente regredito in Impmon.
Durante Runaway Digimon Express, Beelzemon, a bordo di Behemoth, prova a fermare la corsa di Locomon, ma Locomon riesce a distruggere Behemoth e Beelzemon è costretto a ritirarsi.

#### Behemoth
Behemoth (べヒーモス?) è una motocicletta oscura che ha la facoltà di controllare colui che la guida. Il suo nome proviene da quello della creatura leggendaria biblica, mentre le sue origini sono sconosciute; Behemoth appare per la prima volta dopo che i Domatori giungono a Digiworld. È inizialmente pilotata da un Choromon ed infuria costantemente all'interno di un villaggio di MudFrigimon che i Domatori si trovano ad attraversare. Guilmon riesce a saltare sulla moto e a rimuoverne il guidatore obliterato dalla volontà della stessa, ma cade anche lui preda della maledizione. Grazie a Leomon, Guilmon viene liberato e Behemoth cade in una pozza di lava.
Per la sorpresa di tutti, la motocicletta fuoriesce nuovamente dalla lava, questa volta con a bordo Beelzemon, appena digievoluto, come suo guidatore. Al contrario degli altri Digimon, Beelzemon non è condizionato dalle abilità di controllo delle menti di Behemoth. Behemoth diviene quindi il mezzo di trasporto di Beelzemon, conferendogli un grande vantaggio in termini di velocità.
Nella battaglia finale tra Gallantmon e Beelzemon, Behemoth viene infine distrutta dalla Lancia Supersonica di Gallantmon.
Behemoth (o una motocicletta molto simile) torna in qualche modo in Runaway Digimon Express, dove viene distrutta nuovamente, questa volta da Locomon. È possibile che, poiché i suoi dati non sono stati assorbiti, la moto sia stata in grado di ricomporsi poiché sembra che abbia una sua mentalità propria.

#### Beelzemon Blast Mode
Beelzemon Blast Mode (ベルゼブモン ブラストモード?, Beelzebumon Blast Mode) è una forma di livello mega alternativa a Beelzemon, il cui aspetto e nome derivano da "blast mode", traducibile in italiano come "modalità d'attacco". Le differenze fisiche rispetto alla forma originale di Beelzemon consistono nel Cannone a Positroni, chiamato Death Slinger, impiantato nel braccio destro del Digimon, in un paio d'ali nere, simili a quelle di un angelo caduto, e in un cambiamento del colore degli occhi, che da rossi tornano verdi, la colorazione "naturale" della linea evolutiva di Impmon. Inoltre, alcune parti del suo abbigliamento diventano di colore grigio chiaro, mentre le parti di metallo diventano d'argento. In alcuni casi è facile pensare che la Modalità d'Attacco di Beelzemon sia una versione "purificata" di quella originale.
Quando il D-Reaper attacca Shinjuku, Impmon decide di andare ad aiutare i suoi amici e si reca verso la battaglia, attivando nuovamente la trasformazione in Beelzemon grazie alla sua determinazione. La pistola giocattolo preferita di Mako, che il bambino gli regala come portafortuna, riceve un enorme aumento di energia dalla sua trasformazione al livello mega e si trasforma a sua volta nell'enorme fucile noto come Death Slinger, mentre Beelzemon completa il suo Cambio d'Assetto in Beelzemon Blast Mode.
Per tutto il resto della serie, Beelzemon appare solo in questa nuova forma e si dimostra più appassionato e completamente dedicato al salvataggio di Jeri. La maggior parte delle sue apparizioni in questa forma coinvolgono i suoi tentativi di liberazione di Jeri; infatti, il Digimon desidera profondamente riparare ai gravi danni causati dalle sue azioni, anche se lui stesso considera imperdonabile ciò che ha fatto.
L'ultima volta che Impmon assume questa forma durante la serie principale avviene durante la missione di salvataggio di Jeri ad opera di Calumon. Durante la loro missione, i due vengono attaccati da alcuni Agenti bolla del D-Reaper e Impmon digievolve in Beelzemon Blast Mode per distruggerli. Il Digimon usa quindi le sue pistole per far entrare Calumon all'interno della Sfera Kernel, prima di essere catturato dalla sfera stessa, legato alla parete interna della sfera e messo fuori combattimento. Beelzemon Blast Mode viene successivamente rilasciato e buttato fuori con la forza dalla Sfera, poiché il Digimon era andato molto vicino a liberarsi dalla scomoda situazione. Quindi, il Digimon fa squadra con Gallantmon e Grani per tornare all'interno della Sfera e liberare Jeri e, quando Gallantmon e Grani distruggono con successo il Guardiano, Beelzemon Blast Mode prova a penetrare nella Sfera grazie al solo ausilio della sua forza bruta. La drammaticità della situazione lo porta a fare ricorso ai dati di Leomon all'interno di sé stesso (e, considerando il fatto che un'immagine di Leomon sembri apparire sopra di esso in occasione dell'attacco, si specula che lo spirito di Leomon abbia voluto dare una mano), ed usa il Pugno Regale per farsi strada. Tuttavia, quest'azione ha l'avverso effetto collaterale di terrificare Jeri, come se rappresentasse un crudele promemoria di ciò che Beelzemon aveva fatto al suo Digimon partner, ed ha come conseguenza il rifiuto da parte della ragazza di farsi aiutare da Beelzemon Blast Mode. Tuttavia, la ragazza comprende che Beelzemon Blast Mode ha buone intenzioni, ma ormai è troppo tardi per salvarla ed il passaggio creato da Beelzemon Blast Mode si rimargina. Beelzemon Blast Mode, che, durante il salvataggio di Jeri viene distratto diverse volte dalla crescente disperazione di salvare Jeri, viene presto colto di sorpresa dall'attacco del D-Reaper e precipita verso la Massa del Caos. Ferito mortalmente, i dati iniziano a disperdersi dal corpo del Digimon e sembra proprio che per lui non ci siano speranze di sopravvivenza, ma all'ultimo momento quest'ultimo viene salvato da Grani, regredendo in un Impmon gravemente ferito, ma ancora vivo.
Beelzemon Blast Mode torna in Runaway Digimon Express, giusto in tempo per salvare Suzie Wong e Lopmon da due Parasimon in fase di attacco.

## Character song
Impmon dispone di una image song personale, presente in "Digimon Tamers Christmas Illusion", dal nome di "Christmas Alone" ("Natale da solo"). In un'altra canzone presente in "Song Carnival", Impmon canta anche nei panni di Beelzemon: si tratta di "Black Intruder" ("Intruso nero"). Canta infine nell'interpretazione dei personaggi maschili di "The Biggest Dreamer" (la versione giapponese della sigla iniziale di Tamers) presente nel CD memorial "WE LOVE DIGIMON MUSIC" ("AMIAMO LA MUSICA DI DIGIMON").

## Accoglienza
Amanda Mullen di CBR ha classificato Beezlemon come il terzo migliore antagonista della serie. Kirsten Murray dello stesso sito ha classificato Beezlemon come il nono migliore antagonista di tutto il franchise. Sage Ashford invece ha classificato Impmon come l'ottavo miglior Digimon di livello intermedio. De'Angelo Epps ha classificato Beelzemon come la seconda migliore megadigievoluzione. Amanda Mullen ha classificato Beelzemon come il miglior personaggio redento della serie. Nicholas Howe ha classificato Impmon come il quinto miglior personaggio secondario. Secondo WatchMojo, Beelzemon è il quarto migliore antagonista del franchise, il secondo miglior Digimon di livello mega e il secondo miglior Digimon in generale. Robby di Honey's Anime ha considerato Beelzemon come il secondo Digimon con il design più bello.
Chris Cimi di Otaquest descrisse Beelzemon come un Digimon armato delle pistole di Devil May Cry.
In un sondaggio sulla popolarità di Digimon risalente al 2020, Belzeemon è stato votato come il quarto Digimon più popolare.